# Sport film festival
Lo Sport Film Festival è un festival cinematografico a carattere sportivo che si tiene a Palermo dal 1979.

## Storia
Nasce il 3 dicembre 1979 a Palermo come "Rassegna di cinematografia sportiva", non competitiva, diviene un vero e proprio festival dalla terza edizione del 1981, con la consegna del Paladino d'oro, che viene vinto dal regista Michael Mann con La corsa di Jericho e l'anno successivo a Noel Nosseck per Kings of the Mountain. Altri vincitori:Mario Monicelli, Pupi Avati, Luigi Comencini (1987), Lars Nillsen (1989), Frèdèric Laffont (1994), Mary McGuckian (2003) e Albert Knektel (2008). A partire dal 2008 viene premiato anche il miglior film a tema paralimpico (Paralympic Film Festival).
Ideata da Vito Maggio e Sandro Ciotti, è diretta dal 2005 da Roberto Oddo, può vantare oltre 5.000 produzioni cinematografiche che hanno partecipato alle passate edizioni del festival, circa 880 personaggi cinematografici e dello sport sono stati premiati con il Paladino d'oro, oltre 50.000 persone hanno assistito agli eventi collegati alle rassegna durante la settimana del cinema sportivo.
Nel 2023 è giunta alla sua 44ª edizione..